# Euphorbia oranensis
Euphorbia oranensis är en törelväxtart som först beskrevs av Léon Camille Marius Croizat, och fick sitt nu gällande namn av Rosa Subils. Euphorbia oranensis ingår i släktet törlar, och familjen törelväxter. Inga underarter finns listade i Catalogue of Life.